# بالا قاجار
بالا قاجار (به لاتین: Bala Qəcər یا Bala Qacar) یک منطقه مسکونی در جمهوری آذربایجان است که در شهرستان بردع واقع شده است. بالا قاجار ۷۹۷ نفر جمعیت دارد.